# حرف مرن
الحُرْف المرن (باللاتينية: Cardamine flexuosa) نوع نباتي يتبع جنس الحُرْف من الفصيلة الصليبية.

## الموئل والانتشار
موطنه المغرب العربي وكل أنحاء أوروبا وتركيا. أدخل أيضاً إلى أمريكا حيث ينتشر كنوع غاز.

## مرادفات للاسم العلمي
- (باللاتينية: Cardamine umbrosa DC.)
- (باللاتينية: Cardamine drymeja Schur)
- (باللاتينية: Cardamine pusilla Schur)
- (باللاتينية: Cardamine sylvatica Link)
- (باللاتينية: Cardamine tatrensis Zapalł.)
- (باللاتينية: Cardamine hirsuta subsp. flexuosa (With.) Hook. f.)
- (باللاتينية: Cardamine hirsuta subsp. sylvatica (Link) Čelak.)
- (باللاتينية: Cardamine scutata subsp. flexuosa (With.) Hara)
- (باللاتينية: Cardamine hirsuta var. hexandra Stokes)
- (باللاتينية: Cardamine hirsuta var. sylvatica (Link) Gaudin)